# Матей Камариот
Матей Камариот или Матеос Камариотис (на гръцки: Ματθαίος Καμαριώτης) е късновизантийски и гръцки учен от XV век.

## Биография
Роден е в края на XIV - началото на XV век в Солун. Според други данни е роден в 1400 година. Баща му е свещеник, който емигрира в Константинопол по време на последните Палеолози. В Константинопол Матей Камариот преподава философия, като сред учениците му е и бъдещият патриарх Генадий Схоларий. Очевидец е на падането на столицата на Византийската империя в османски ръце и последвалото опустошение. Матей оцелява, но баща му е убит или продаден в робство. Освен баща си, Матей губи майка си, сестра си, брат си, три племенници и други роднини. Дни наред заедно със свои приятели той отчаяно ги търсил по улиците. За някои от тях научава по-късно, че са били убити, докато за трима племенници научава с голям срам, че за да оцелеят, са се отказаха от вярата си и са приели исляма. Въпреки това той намира майка си, сестра и племенника си поробени на различни места и с финансовата помощ и съдействието на приятели успява да ги освободи.
След като Генадий става патриарх на 6 януари 1454 година е създадена Патриаршеската школа в Константинопол и Матей е назначен за неин пръв велик ритор. Въпреки огромния недостиг на ръкописи, унищожени по време на завоеванието, и трудностите от всякакъв вид, породени от завоевателите, той работи неуморно и преподава философия, реторика и граматика. Негови помощници са Йоанис Докеянос, неговият приемник в тази школа Димитрис Кастринос (1490 - 1500) и следващият приемник Мануил Коринтски (от 1500 г.). Автор е на две беседи срещу доктрината за съдбата на Плитон.
Умира в дълбока старост през декември 1490 година.

## Трудове
- Θρηνητικός Λόγος επί τη Αλώσει της Κωνσταντινουπόλεως (Скръбна беседа за падането на Константинопол)
- Συνοπτική παράδοσις της ρητορικής (Кратка традиция на реториката)
- Σύνοψις εκ της ρητορικής Ερμογένους (Синопсис от реториката на Ермоген)
- Λόγοι δύο προς Πλήθωνα περί Ειμαρμένης (Две речи срещу Плетон за Съдбата)
- Εξήγησης εις τα επιστολάς Συνεσίου (Обяснение към писмата на Синесий)
- Ρητορικά Γυμνάσματα (Риторични упражнения)
- Εγκώμιον εις τους τρεις ιεράρχες (Похвала на тримата архиереи)
- Εξήγησις του συμβόλου της πίστεως (Обяснение на символа на вярата)
- Στίχοι ιαμβικοί (Ямбични стихове)
- Επιστολαί (Писма)[2]